# De Havilland Canada DHC-5 Buffalo
El de Havilland Canada DHC-5 Buffalo es un avión turbohélice de transporte utilitario de despegue y aterrizaje cortos (STOL), desarrollado desde el anterior DHC-4 Caribou de motor de pistón. El avión tiene unas extraordinarias prestaciones STOL y es capaz de despegar en distancias mucho más cortas que las utilizadas por la mayoría de aviones ligeros.

## Diseño y desarrollo

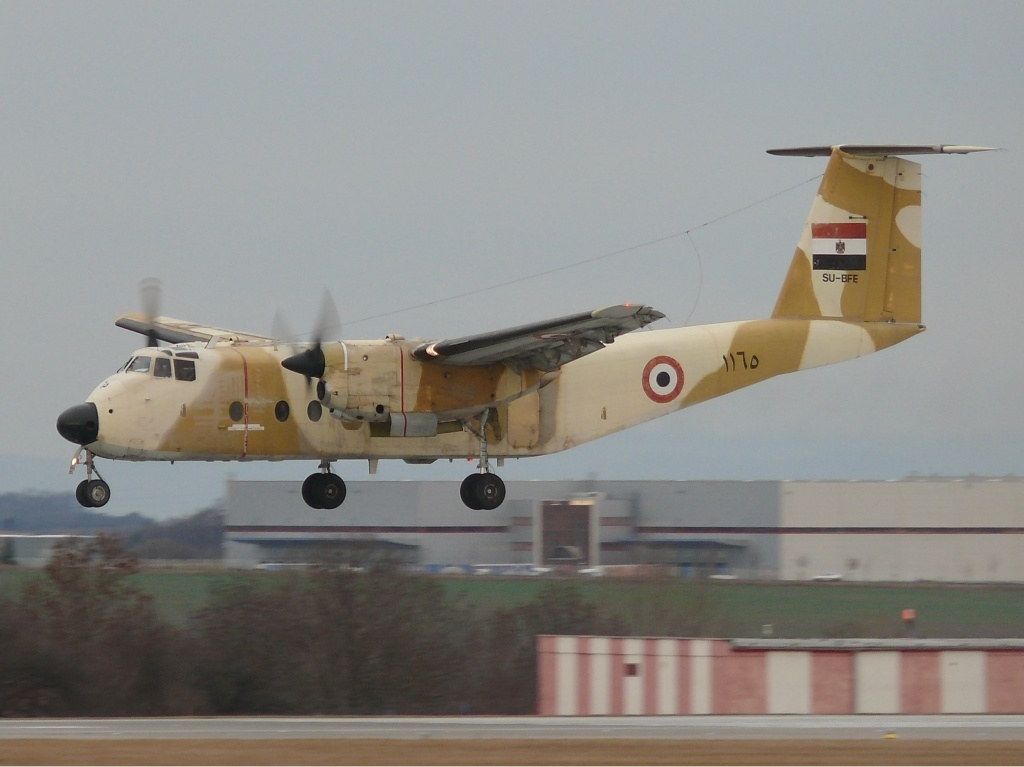
Un DHC-5D de la Fuerza Aérea Egipcia.

El Buffalo surgió de un requerimiento de 1962 del Ejército de los Estados Unidos por un transporte STOL capaz de llevar la misma carga que el helicóptero CH-47A Chinook. De Havilland Canada basó su diseño para cubrir el requerimiento en una versión agrandada de su DHC-4 Caribou, ya en servicio a gran escala con el Ejército de los Estados Unidos, que iba a ser propulsada por turbohélices General Electric T64 en lugar de los motores de pistón Pratt & Whitney R-2000 del Caribou (ya había volado un Caribou propulsado por T64 el 22 de septiembre de 1961).
El diseño de de Havilland, el DHC-5 Buffalo, fue elegido como ganador de la competición del Ejército de los Estados Unidos a principios de 1963, con cuatro DHC-5 ordenados, designados YAC-2 (más tarde CV-7A y finalmente C-8A). El primero de estos aviones realizó su primer vuelo el 9 de abril de 1964. Los 4 aviones fueron entregados en 1965, llevando el Buffalo casi dos veces en la carga del Caribou, al tiempo que tenía mejores prestaciones STOL. El prototipo del CV-7A fue exhibido por el fabricante en la Muestra Aérea de París de 1965, llevando los colores del Ejército estadounidense. Sin embargo, no hubo más órdenes de los Estados Unidos, y a comienzos de 1967 (acuerdo Johnson-McConnell de 1966), la política interservicios condujo a que los grandes transportes de ala fija fueron transferidos a la Fuerza Aérea de los Estados Unidos, que consideró que  estaba adecuadamente equipada con el C-123 Provider de Fairchild Aircraft.
Los datos de la compañía reclamaban para el modelo DHC-5A una distancia de despegue de 369 m sobre un obstáculo de 15 m (50 pies) y una distancia aterrizaje de 299 metros sobre un obstáculo de 15 m (50 pies) con 17 735 kg.
A principios de los años 80, de Havilland Canada intentó modificar el Buffalo para su uso civil. El avión iba a ser comercializado como “Transporter”. Tras la pérdida del avión de demostración (SN 103, C-GCTC) en el Festival de Farnborough de 1984, el proyecto fue abandonado.
Un DHC-5D Buffalo de producción fue usado para batir los récords de tiempo en altura para la categoría de peso de 12 000 a 16 000 kg, el 16 de febrero de 1976, alcanzando 3000 m en 2’ 12,75’’, 6000 m en 4’ 27,5’’ y 9000 m en 8’ 3,5’’.

### Nueva producción
El 24 de febrero de 2006, Viking Air de Victoria (Columbia Británica), un fabricante de repuestos para todos los aviones de de Havilland Canada fuera de producción, compró los certificados de modelo a Bombardier Aerospace para todas las versiones de los aviones de las series DHC-1 a DHC-7, dando a Viking derechos exclusivos para fabricar y vender aviones nuevos de estos modelos. En diciembre de 2008, Viking Air indicó su intención de poner la serie del Buffalo de nuevo en producción en su fábrica de Victoria, o en Calgary, Alberta. Una potencial nueva producción del Buffalo habría tenido turbohélices Pratt & Whitney Canada PW150, cabina de cristal, visión mejorada y capacidad de uso de gafas de visión nocturna. El avión fue propuesto como reemplazo para la flota existente de DHC-5A de la Real Fuerza Aérea Canadiense, pero no fue uno de los tres aviones en la evaluación final, en 2016, que seleccionó el EADS CASA C-295. En 2014 se recibieron varias cartas de intención para el DHC-5NG.

## Historia operacional

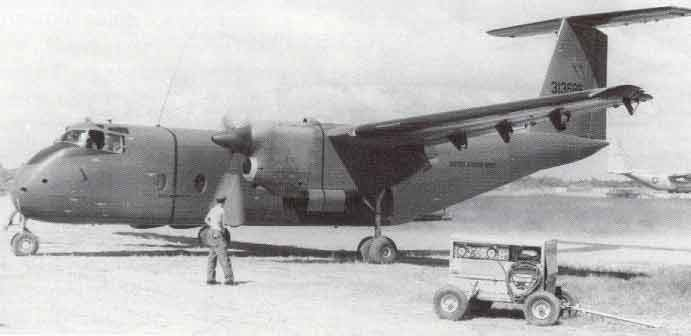
CV-7A del Ejército estadounidense en la Base Aérea de Bien Hoa, Vietnam, noviembre de 1965.

A finales de 1965, uno de los prototipos DHC-5 operado por el Ejército estadounidense fue desplegado a la Base Aérea de Bien Hoa en Vietnam del Sur, por un periodo de evaluación de tres meses, asignado al 2nd Flight Platoon de la 92nd Aviation Company.
La Real Fuerza Aérea canadiense adquirió los primeros 15 DHC-5A, siendo designados como CC-115, para realizar transportes tácticos. Inicialmente fueron operados en la CFB St Hubert, Quebec, por el No. 429 Squadron en tareas de aviación táctica como parte del Mando Móvil. En 1970, los aviones Buffalo fueron transferidos a tareas de transporte y rescate con los No. 442, No. 413 y No. 424 Squadrons como parte del Mando de Transporte. El No. 426 Squadron también voló el avión en tareas de entrenamiento. Algunos aviones fueron alquilados por la factoría para realizar pruebas y finalmente volvieron al servicio militar.
Los aviones también fueron desplegados en misiones de las Naciones Unidas en Oriente Medio con la No. 116 Transport Unit hasta 1979. Llevaban un esquema de pintura blanco que se retuvo mientras realizaban transportes domésticos con el 424 Sqn entre despliegues. El 9 de agosto de 1974, el CC-115 Buffalo 15461 de las Fuerzas Canadienses fue derribado por un misil superficie-aire sirio, muriendo las 9 personas de las Fuerzas Canadienses que iban a bordo. Esto representa la mayor pérdida de vidas canadienses en una misión de las Naciones Unidas, así como el más reciente avión militar canadiense derribado.
En 1975, los Buffalo abandonaron sus tareas de transporte táctico y fueron convertidos para la búsqueda y rescate domésticos, excepto unos pocos que se mantuvieron sirviendo en misiones de las Naciones Unidas. El esquema de pintura inicial para los aviones convertidos en SAR era blanco y rojo, mientras que otros todavía tenían la pintura original pardusca. Las anteriores pinturas en pardusco y blanco fueron finalmente reemplazadas por el distintivo esquema amarillo y rojo comúnmente visto actualmente. El número de aviones había sido reducido a ocho, con seis en servicio, uno almacenado (recientemente desguazado) y uno usado para entrenamiento de daños en combate. Los restantes Buffalo operacionales realizan tareas de búsqueda y rescate con el No. 442 Squadron en CFB Comox. El Mando Aéreo fue renombrado Real Fuerza Aérea canadiense en 2011, lo que significó que el CC-115 ha servido con la RCAF, el Mando Aéreo y de nuevo actualmente con la RCAF. El Buffalo fue reemplazado por el avión CC-130 Hercules en las bases de búsqueda y rescate en CFB Greenwood y CFB Trenton. Desde 2002, Canadá ha intentado reemplazar tanto la flota de Buffalo como de Hercules SAR con nuevos aviones. Por un tiempo, el Alenia C-27J Spartan se vio como un posible reemplazo, considerando el gobierno comprar el nuevo avión de manera exclusiva. Sin embargo, tras cambios en el presupuesto de defensa de Canadá, así como acusaciones de parcialidad desde la industria aeroespacial, el programa de reemplazo el Buffalo fue relanzado en una competición abierta. Tras la inspección del Consejo de Investigación Nacional, del Departamento de Defensa, así como una consulta con la industria aeroespacial canadiense, se publicó una solicitud de propuestas en 2015. Los licitadores incluyen a Alenia ofreciendo el C-27J Spartan, Airbus Defence and Space con su C-295 y Embraer con su KC-390. En 2016, El Departamento de Defensa concedió a Airbus un contrato por 16 C-295 con entregas programadas para comenzar en 2019 y continuar hasta 2022.
La producción del DHC-5A finalizó en 1972, tras ventas a Brasil y Perú, pero se reinició con el modelo DHC-5D en 1974. Esta variante se vendió a varias fuerzas aéreas de ultramar, comenzando con Egipto. La producción del DHC-5D finalizó en diciembre de 1986.

### Demostradores para nuevas tecnologías

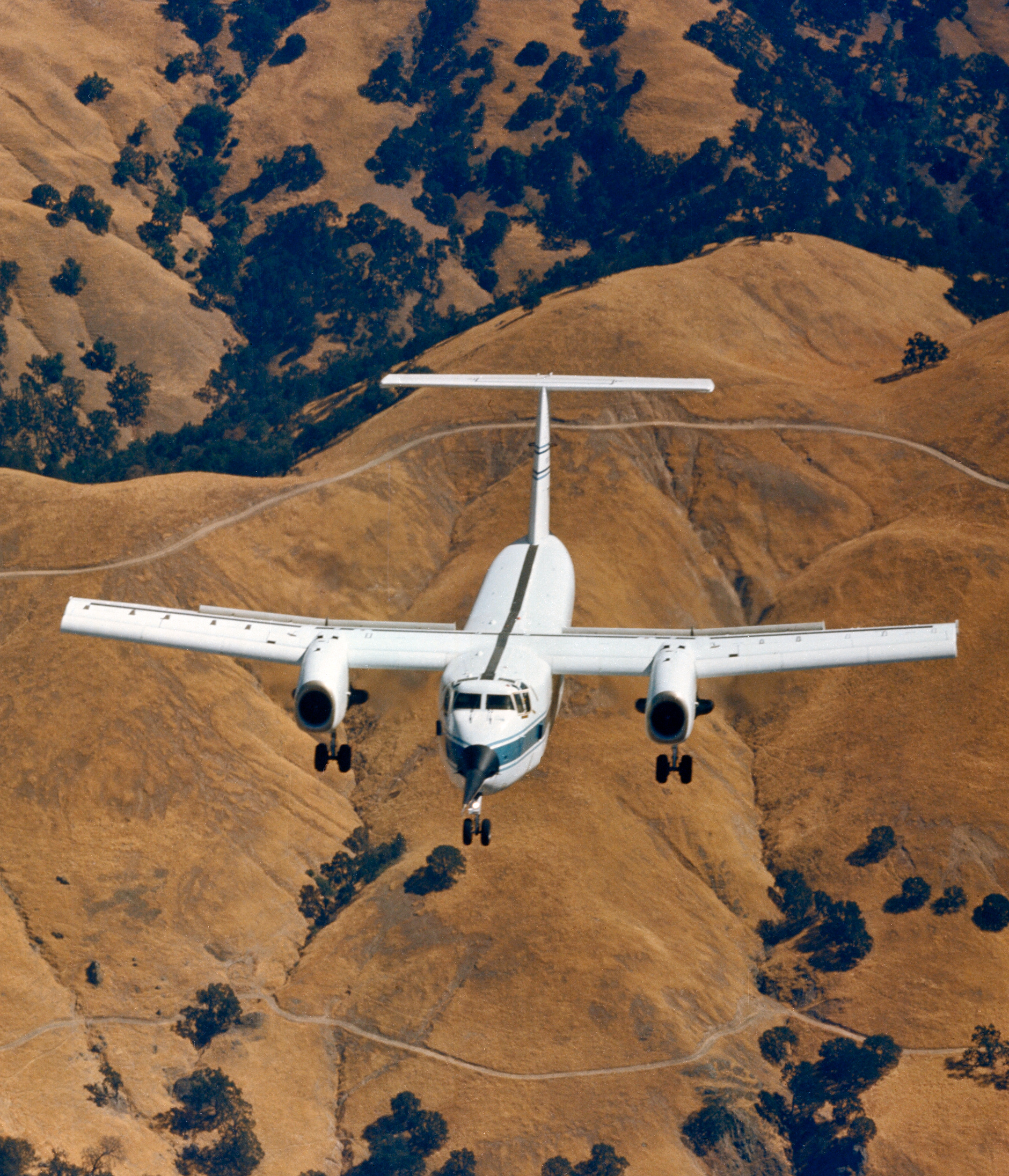
El Avión STOL de Investigación de Ala Aumentada con Flaps Soplados Boeing/NASA en vuelo.

El Buffalo fue una célula adecuada para realizar conversiones para demostrar algunas nuevas tecnologías.

#### Avión STOL de investigación de ala aumentada con flaps soplados
Un programa de investigación cooperativo NASA/Gobierno canadiense de conceptos de ala aumentada comenzó en 1965 y culminó con la necesidad de un avión de pruebas de concepto. Un C-8A de la NASA (más tarde bautizado Bisontennial en 1976) fue modificado en 1972 para la investigación STOL de ala aumentada soplada. Las modificaciones fueron realizadas por Boeing, de Havilland Canada y Rolls-Royce of Canada Ltd. El ala tenía una envergadura reducida para dar una carga alar representativa de aviones futuros. También tenía slats de borde de ataque en toda la envergadura, alerones soplados y flaps de doble superficie albergando un paso de tipo venturi. Los típicos motores turbohélice fueron reemplazados por motores de derivación Rolls-Royce Spey 801 SF (Split Flow, Flujo Partido) con un nuevo conducto de derivación que separaba los flujos caliente y frío para proporcionar propulsión y flujo aumentador al sistema alimentado de sustentación. El flujo caliente era dirigido a través de toberas giratorias de motor Pegasus para asegurar su desvío con la corriente descendente del flap. El flujo frío era dirigido hacia el venturi del flap y proporcionaba flujo extra. Con su primer vuelo en su configuración experimental a comienzos de 1972, este avión fue usado conjuntamente por el Centro de Investigación Ames de la NASA y el Departamento de Industria y Comercio canadiense para la investigación STOL.

#### Avión de investigación silencioso de corto recorrido

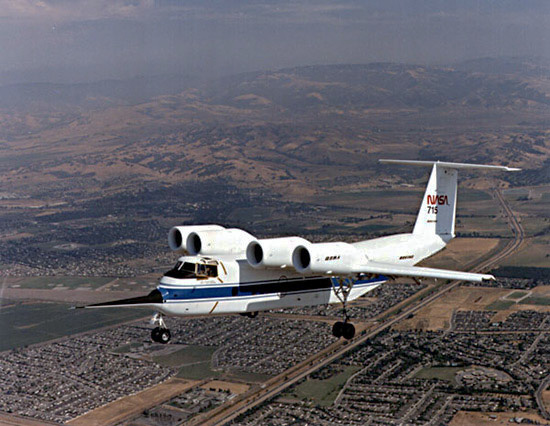
El Avión de Investigación Silencioso de Corto Recorrido de NASA-Boeing.

A finales de los años 70 y principios de los 80, la NASA usó otro C-8A Buffalo en el programa de Avión de Investigación Silencioso de Corto Recorrido.
Boeing diseñó e instaló un ala experimental aflechada y supercrítica incorporando un sistema de control de la capa límite. En lugar de motores estándar, este avión estaba propulsado por cuatro motores prototipo turbofan de alta derivación Avco Lycoming YF102 (originalmente del programa del Northrop YA-9) montados sobre el ala para permitir las ventajas del efecto Coandă. En 1980, este avión realizó pruebas en portaaviones a bordo del USS Kitty Hawk, mostrando prestaciones STOL sin el uso de catapultas o gancho de apontaje.
El avión está actualmente almacenado en el Centro de Investigación Ames de la NASA en Mountain View (California).

#### Avión con sistema de aterrizaje de colchón de aire
Tras las demostraciones de Bell Aircraft usando un anfibio ligero Lake LA-4 con un Tren de Aterrizaje de Colchón de Aire, el desarrollo de este modelo de tren de aterrizaje fue investigado en un esfuerzo conjunto entre la USAF y el Gobierno canadiense, reequipando con un sistema similar a un transporte de carga medio, un Buffalo. El aire suministrado al colchón era proporcionado por un equipo de suministro de aire que consistía en un PT6F-70 y un ventilador de flujo axial de dos etapas bajo cada ala. El avión también tenía una combinación subalar de flotadores/patines.

## Variantes

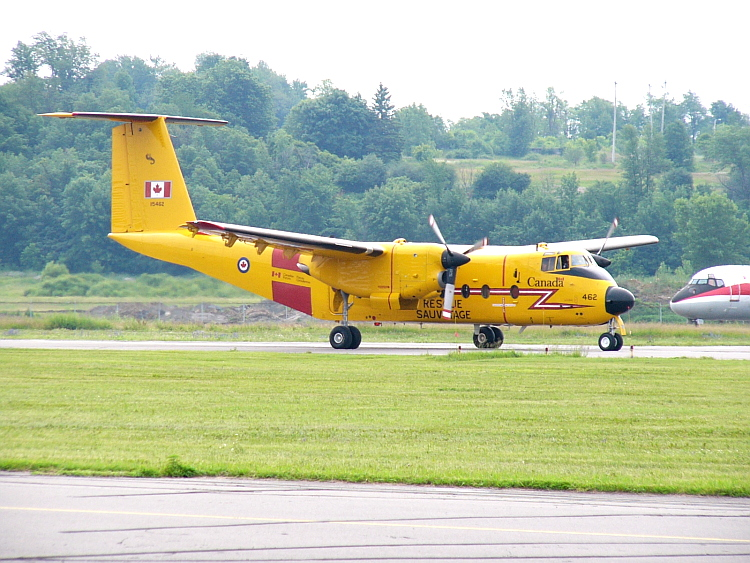
Un CC-115 Buffalo del 442 Transport & Rescue Squadron.

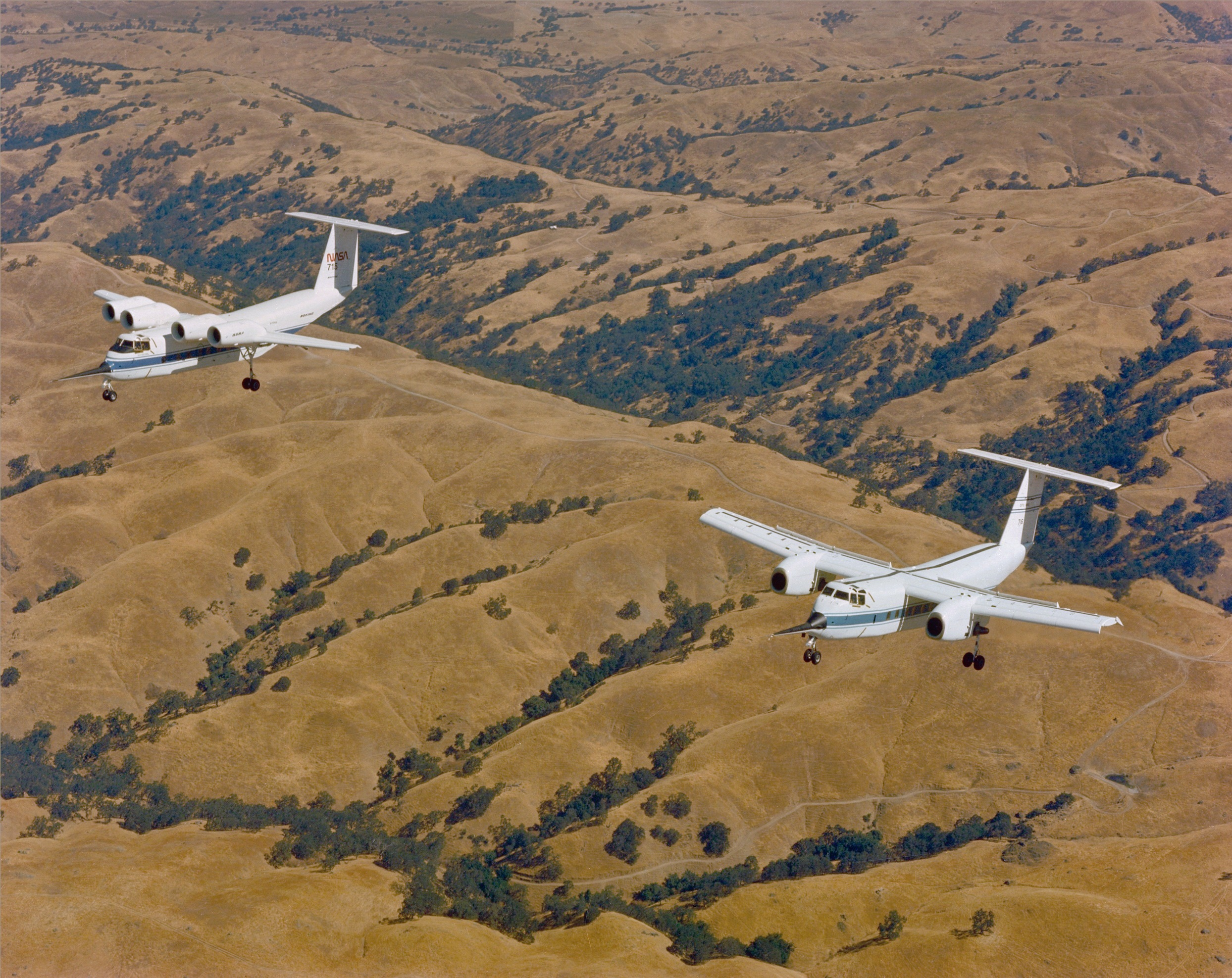
El Avión de Investigación Silencioso de Corto Recorrido (NASA 715) y el C-8A Avión STOL de Investigación de Ala Aumentada con Flaps Soplados (NASA 716) en su primer vuelo hacia Ames desde Seattle, Washington, tras las conversiones.

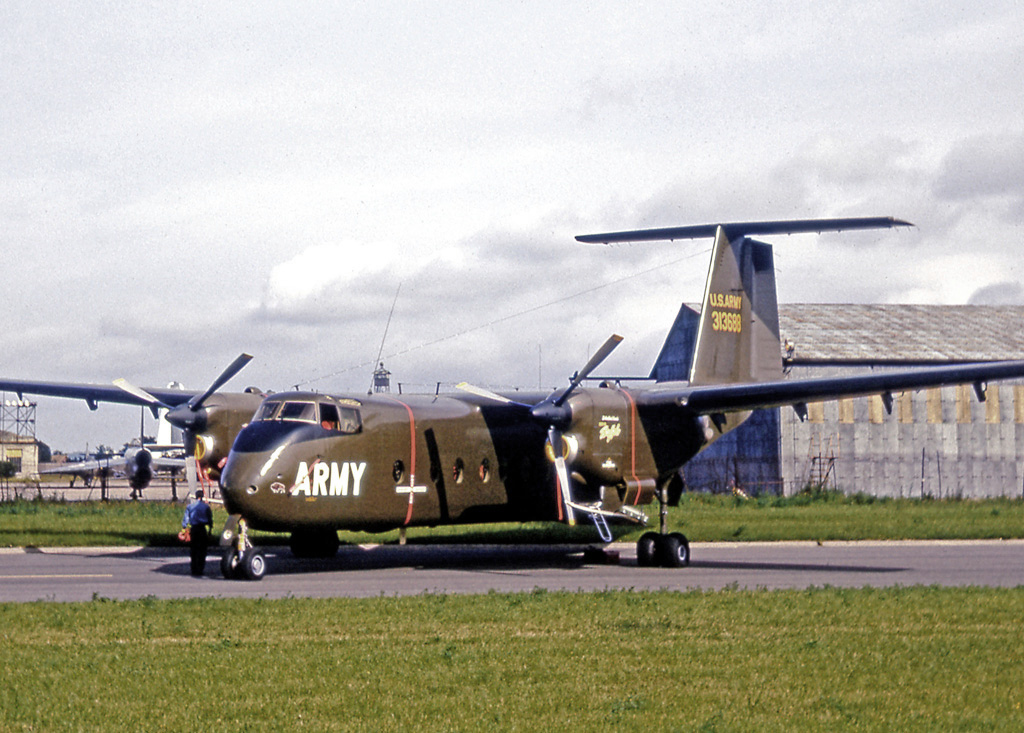
El prototipo del Buffalo exhibido en la Muestra Aérea de París de 1965 como CV-7A del Ejército estadounidense.

DHC-5 Buffalo
Diseñado originalmente con un avión STOL de transporte utilitario y táctico bimotor para el Ejército estadounidense. Designación original del Ejército estadounidense como AC-2.
DHC-5A
Avión de transporte utilitario para la Fuerza Aérea Brasileña, Real Fuerza Aérea Canadiense, y Fuerza Aérea del Perú. Designación canadiense como CC-115.
DHC-5B
Versión propuesta, propulsada por dos motores turbohélice General-Electric CT64-P4C. No construida.
DHC-5C
Versión propuesta, propulsada por dos motores turbohélice Rolls-Royce Dart RDa.12. No construida.
DHC-5D
Versión mejorada, propulsada por dos motores turbohélice General Electric CT64-820-4 de 2336 kW (3133 shp).
DHC-5E Transporter
Versión de transporte civil.
NASA/DITC C-8A AWJSRA
Un avión C-8A convertido en avión de investigación de ala de sustentación aumentada.
XC8A ACLS
Un avión C-8A convertido en avión de investigación de sistema de aterrizaje de colchón de aire.
NASA/Boeing QSRA C-8A
Un C-8A convertido en avión de investigación silencioso de corto recorrido.
Viking DHC-5NG Buffalo NG
Versión de nueva producción propuesta rediseñada para ser construida por Viking Air. NG es el término comercial de la compañía indicando Next Generation.

### Designaciones militares canadienses
CC-115
Designación militar canadiense para 15 DHC-5A.

### Designaciones militares estadounidenses
AC-2
Designación para cuatro DHC-5 de evaluación por el Ejército de los Estados Unidos.
CV-7A
Redesignación de cuatro AC-2 del Ejército de los Estados Unidos.
C-8A
Designación de la Fuerza Aérea de los Estados Unidos para cuatro CV-7A transferidos por el Ejército en 1967.

## Operadores

### Militares
Camerún
- Fuerza Aérea Camerunesa: 4 DHC-5D, dos recibidos en 1982 y otros tantos en 1984.[32] (nota: otra fuente, que no cita referencias, indica que fueron 5).[33]

 República Democrática del Congo
- Fuerza Aérea de la República Democrática Congoleña: 3 DHC-5D recibió en 1976 la Fuerza Aérea del entonces Zaire.[32] Fueron asignados a la 221e Escadrille del 22e Groupe de Transport Tactique, en la base aérea de Kamina. En 2008, dos de ellos restaban en servicio.[34]

 Ecuador
- Ejército del Ecuador: 1 DHC-5D, AEE-501, número de serie 104.[35]

 Egipto
- Fuerza Aérea Egipcia: 10 DHC-5D recibidos en 1982. Uno causó baja en 1984.[32]

 Kenia
- Fuerza Aérea Keniata: 10 DHC-5D adquiridos,[36] de los que 8 permanecen en servicio.[37]

 Sudán
- Fuerza Aérea Sudanesa: 5 DHC-5D recibidos entre 1977 y 1979.[32] 3 en servicio en 2008.[38]

 Tanzania
- Fuerza Aérea Tanzana: 6 DHC-5D recibidos a partir de 1979.[32] 4 permanecían en servicio en 2008.[39]

#### Antiguos operadores
Brasil
- Fuerza Aérea Brasileña: 24 DHC-5A (designados localmente C-115) recibidos entre 1968 y 1970. Registrados 2350 a 2373, 8 se perdieron en accidentes. Se utilizaron para el lanzamiento de paracaidistas y transporte de tropas y carga, especialmente a la selva amazónica, tanto a poblados aislados como a unidades del Ejército allí estacionadas, donde la robustez y cualidades STOL del avión eran de gran utilidad. Los 4 ejemplares del 1º Esquadrāo del 15º Grupo de Aviaçāo (1º/15º GAv) Onça, basado en Campo Grande, fueron sustituidos por Embraer EMB-110P1K (C-95B) en febrero de 1981.[40] El resto fueron reemplazados a partir de septiembre de 2006 por 12 CASA C-295M (C-105A Amazonas), modelo ganador del concurso al que también se presentaron el Alenia C-27J Spartan y el Antonov An-32. La ceremonia oficial de retirada del Buffalo se celebró el 31 de marzo de 2008 en la base aérea de Manaus, sede del 1º Esquadrāo del 9º Grupo de Aviaçāo (1º/9º GAv) Arara, que operaba los 4 últimos que quedaban en servicio. La postrera misión operativa fue llevada a cabo dos semanas antes por el avión 2351.[41]

 Chile
- Fuerza Aérea de Chile: 1 DHC-5D.[42] Se trataba de un avión que el fabricante había enviado a Chile para certificarlo para operaciones antárticas; sin embargo, en un aterrizaje sufrió un accidente al posarse sobre hielo blando. De Havilland Canada acabó por regalárselo a la Fuerza Aérea de Chile, pero al poco tiempo sufrió un nuevo accidente al aterrizar en la Base Aérea Catalina, en Punta Arenas, y se incendió, en 1981.

 Mauritania
- Fuerza Aérea Mauritana: 2 DHC-5D recibidos entre 1977 y 1978. Uno de ellos se perdió en accidente poco tiempo después, mientras que el restante fue devuelto a de Havilland Canada en 1979.[43]

 México
- Fuerza Aérea Mexicana: 2 DHC-5D VIP que estuvieron encuadrados en el 8º Grupo Aéreo/Escuadrón Aéreo de Transporte Presidencial, en el aeropuerto internacional de Ciudad de México.[32] Ninguno en activo en 2008 (uno de ellos fue traspasado a la Armada Mexicana).[44]
- Armada de México: 1 DHC-5D, antiguo TP-217, número de serie 100, que la Fuerza Aérea Mexicana había recibido en abril de 1980.[45] Matriculado en la Armada como MT-220, en 2008 ya no estaba en servicio.[44]

 Omán
- Real Fuerza Aérea de Omán: 1 DHC-5D, que fue asignado al escuadrón número 4.[32] En 2008 estaba dado de baja.[46]

 Perú
- Fuerza Aérea del Perú: 15 DHC-5A recibidos, de los que restan 12, almacenados.[43]

 Togo
- Fuerza Aérea Togolesa: 2 DHC-5D recibidos en 1976, registrados 5V-MAG y 5V-MAH.[32] Dados de baja,[39] al menos el último de ellos fue desguazado.[47]

 Zambia
- Fuerza Aérea Zambiana: 7 DHC-5D.[32] Ninguno de ellos queda en servicio. Aunque en 2000 expresó su intención de sustituirlos por entre 4 y 6 CASA CN-235,[48] finalmente su reemplazo han sido los mucho más baratos Xian MA60 de fabricación china.[49]

### Operadores gubernamentales

#### Antiguos operadores
Omán
- Real Policía Omaní: 1 DHC-5D, registrado A40-CE, número de serie 95.[50] Actualmente opera para la canadiense Arctic Sunwest Charters, con matrícula C-FASV.[51]

## Especificaciones (DHC-5)

### Características generales
- Tripulación: Tres (piloto, copiloto y jefe de tripulación)
- Capacidad: 41 soldados o 24 camillas
- Carga: 8164 kg
- Longitud: 24,1 m (79 ft)
- Envergadura: 29,3 m (96 ft)
- Altura: 8,7 m (28,6 ft)
- Superficie alar: 87,8 m² (945,1 ft²)
- Perfil alar: NACA 643A417.5 (mod) en la raíz, NACA 632A615
- Peso vacío: 11 412 kg (25 152 lb)
- Peso máximo al despegue: 22 317 kg (49 186,7 lb)
- Planta motriz: 2× turbohélice General Electric CT64-820-4.
  - Potencia: 2336 kW (3221 HP; 3177 CV) cada uno.

### Rendimiento
- Velocidad máxima operativa (Vno): 467 km/h (290 MPH; 252 kt)
- Velocidad de entrada en pérdida (Vs): 124 km/h (77 MPH; 67 kt)
- Alcance: 1110 km (599 nmi; 690 mi)
- Techo de vuelo: 9450 m (31 004 ft)
- Régimen de ascenso: 11,8 m/s (2323 ft/min)

## Aeronaves relacionadas

### Desarrollos relacionados
- De Havilland Canada DHC-4 Caribou

### Aeronaves similares
- / CASA/IPTN CN-235
- / Transall C-160
- Alenia G.222
- EADS CASA C-295
- Antonov An-32

### Secuencias de designación
- Secuencia DHC-_ (interna de de Havilland Canada): ← DHC-2 - DHC-3 - DHC-4 - DHC-5 - DHC-6 - DHC-7 (Dash 7) - DHC-8 (Dash 8)
- Secuencia C_-_ (Aeronaves de las Fuerzas Canadienses, 1968-presente): ← CH-112 - CH-113 - CT-114 - CC-115 - CF-116 - CC-117 - CH-118 →
- Secuencia AC-_ (Aviones de Carga del Ejército estadounidense, 1956-1962): AC-1 - AC-2
- Secuencia _V-_ (Aeronaves STOL/VTOL estadounidenses, 1962-presente): ← XV-4 - XV-5 - XV-6 - CV-7 - XV-8 - AV-8A/B - XV-9 →
- Secuencia C-_ (Aviones de Carga estadounidenses, 1962-presente): ← C-5 - C-6 - C-7/B - C-8 - C-9 - C-10 (I) - C-10 (II) →